# Stazione di Roccalumera-Mandanici
La stazione di Roccalumera-Mandanici è una stazione ferroviaria posta al km 307+032 della linea Messina-Siracusa a servizio dei comuni di Roccalumera, nel quale insiste, di Mandanici e di Pagliara, siti nell'entroterra montano.

## Storia
La stazione, attivata presumibilmente il 12 dicembre 1866 cioè contestualmente all'apertura all'esercizio del primo tronco ferroviario Messina-Taormina Giardini della ferrovia Messina-Siracusa, venne realizzata costruendo un marciapiede e un fabbricato lato monte rispetto alla ferrovia nel territorio comunale di Roccalumera. Fu presenziata da capostazione in quanto adibita anche alle funzioni di movimento dei treni. Tale sua prerogativa è stata mantenuta anche dopo la riorganizzazione operata da RFI che ha portato al declassamento a fermata di altre numerose stazioni della linea, ma viene esercita in telecomando DCO.

## Strutture e impianti
La stazione è costituita di un fabbricato a due elevazioni e di due marciapiedi, di una tettoia e di una pensilina al binario 1 ma non di sottopassaggi, ed è dotata di una biglietteria automatica, due obliteratrici, un monitor per i treni in partenza e una bacheca con tabelle orarie. È fornita di ponte a bilico da 40 t e di scalo merci, ma non sono più operativi. 
L'attuale fascio binari comprende 2 binari per servizio viaggiatori, il primo usato per incroci e/o precedenze mentre il secondo di corretto tracciato. In passato veniva usato anche un terzo binario tronco per lo scalo merci ormai in disuso.
In alcuni locali di servizio e in una parte dell'ex scalo merci è stato allestito un museo e un giardino denominato Parco letterario Salvatore Quasimodo.

## Movimento
La stazione offre la fermata di treni viaggiatori Regionali e Regionali Veloci e vede un'affluenza di viaggiatori relativamente importante.
Il quadro dell'orario invernale del 1938 in vigore dal 4 dicembre riporta la fermata di 10 treni accelerati provenienti da Messina e in senso inverso di 5 accelerati da Catania e 2 da Taormina-Giardini.
Nel 2014 il servizio nei giorni feriali offre la fermata di 14 treni Regionali provenienti da Messina e di 12 treni Regionali provenienti da Catania e Siracusa. 
Nel 2024 la stazione viene rilanciata grazie a un importante potenziamento. Nei giorni feriali il servizio offre la fermata di 16 treni Regionali e Regionali Veloci provenienti da Messina e di 13 treni Regionali e Regionali Veloci provenienti da Catania e Siracusa.
Nel 2025 il servizio nei giorni feriali offre la fermata di 16 treni Regionali e Regionali Veloci provenienti da Messina e di 14 treni Regionali e Regionali Veloci provenienti da Catania e Siracusa.

## Servizi
- Biglietteria automatica
- Parcheggio